# بازداشت دسته‌جمعی ژاپنی کانادایی‌ها
بازداشت دسته‌جمعی کانادایی‌های ژاپنی (انگلیسی: Internment of Japanese Canadians) زمانی رخ داد که بیش از ۲۲٬۰۰۰ ژاپنی کانادایی‌ها - بیش از ۹۰٪ از کل جمعیت کانادایی‌های ژاپنی‌تبار - از بریتیش کلمبیا به زور تحت عنوان امنیت ملی جابجا شده و تحت بازداشت قرار گرفتند. اکثر آنها از بدو تولد شهروند کانادا بودند.